# Forshälla socken
Forshälla socken i Bohuslän ingick i Inlands Fräkne härad, ingår sedan 1971 i Uddevalla kommun och motsvarar från 2016 Forshälla distrikt.
Socknens areal är 119,80 kvadratkilometer varav 116,77 land.  År 2000 fanns här 2 727 invånare. Tätorten Ammenäs samt kyrkbyn Forshälla med sockenkyrkan Forshälla kyrka ligger i socknen.

## Administrativ historik
Forshälla socken har medeltida ursprung.
Vid kommunreformen 1862 övergick socknens ansvar för de kyrkliga frågorna till Forshälla församling och för de borgerliga frågorna bildades Forshälla landskommun. Landskommunen uppgick 1971 i Uddevalla kommun. Församlingen uppgick 2011 i Ljungskile församling.
1 januari 2016 inrättades distriktet Forshälla, med samma omfattning som församlingen hade 1999/2000.
Socknen har tillhört län, fögderier, tingslag och domsagor enligt vad som beskrivs i artikeln Inlands Fräkne härad. De indelta soldaterna tillhörde Bohusläns regemente, Fräkne kompani och de indelta båtsmännen tillhörde 2:a Bohusläns båtsmanskompani... Rotenumren var Halgeröd 77, Halgersröd 78, Nolmanneröd 79, Bua 80, Timmerås 81, Råssbyn 82, Nedre Strand 83, Övre Strand 84, Västerby 85, Röd	 86, Lunden 87, Stora Lund 88, Solberg 89, Östra Forshälla 90, Hede 91, Köperöd 92, Hogane 93, Röane 94, Jättesås 95, Stora Hässleröd 96, Aspekärr 97, Ivarsbo 98, Stenshult 99, Källegren 100. Därtill kom av Andra Bohusläns båtsmanskompani: Ödsmål 127, Bratteröd 127, Konungsbol 127, Berg 129, Hova 130, Holmen 131, Buddeberg 132, Hässleröd 133, Ammenäs 34, Holva 146 samt av extra båtsmansrotehållet: Prästgården 1.

## Geografi och natur
Forshälla socken ligger söder om Uddevalla med Byfjorden i nordväst och Havstensfjorden i väster med öar som Hasselöarna och med Öresjön i öster. Socknen är en kuperad skogsbygd i öster med dalgångsbygd och slättbygd i väster.
I socknen finns tre naturreservat. Store Mosse ingår i EU-nätverket Natura 2000 medan Högalidsberget och Lilla Hasselön är kommunala naturreservat. Lilla Hasselön och Stora Hasselön är de största öarna.
En sätesgård var Ödsmåls herrgård.
Vid Grohed, som var Inlands Fräkne härads tingsställe från 1681 till 1707 och från 1890 till 1938, fanns förr ett gästgiveri.
Socknen ägde vid 1800-talets mitt 51 hela hemman, förmedlade från 52 1/4. Av dessa var 9 1/4 mantal frälse, 5 1/4 krono och 36 1/2 kronoskatte.
| - Ammenäs - Aspekärr - Berg - Björkebacken - Bratteröd - Bräcke - Bua - Buddeberg - Buslätt - Djurhult - Dramsvik - Fjället - Funneshult, by med tidigare hejdridareboställe. - Garn - Grohed - Haljersröd - Hattedalen - Hede - Hova - Hoven - Holmen - Hälgån - Häljeröd - Hässleröd, by med herrgård | - Ivarsbo - Jättesås - Konungsbol - Koppungen - Kyrkebacka - Källegren, by på gränsen till Västergötland. - Köperöd - Lindjärn - Nolmanneröd - Råane - Råssbyn - Röd, by vid Havstensfjorden med Röd Sörgård som tidigare varit korpralsindelning. - Rössby - Småröd - Solberg - Stenshult - Strand - Sund - Synnebol - Timmerås - Torkelsröd - Torpet - Vassbo - Västerby - Vrån - Å | - Backen - Havås och nedanstående Norgård, tidigare fältväbelsboställe. - Huvudtoftan - Koleholmen, gård under Ödsmål. - Konungsberg, före detta löjtnantsboställe. - Lerbo - Linnebacken - Lissleröd - Långehed, tidigare profossboställe. - Norgård. - Ryra - Solum - Sågen - Toftan - Tålleröd - Ödsmål, herrgård |

## Fornlämningar
Omkring 150 boplatser, en dös och en hällkista från stenåldern har påträffats. Från bronsåldern finns gravrösen. Från järnåldern finns några gravfält.

## Befolkningsutveckling
Befolkningen ökade från 2 319 1810 till 3 353 1880 varefter den minskade till 1 641 1950 då den var som minst under 1900-talet. Därefter ökade folkmängden på nytt till 2 630 1990.

## Namnet
Namnet skrevs 1326 Forsoela och kommer från kyrkbyn. Namnet innehåller fosöla, 'för solen skyddad plats' och syftar på en byn läge norr om ett berg.